# 200P/Larsen
La comète Larsen 1, officiellement 200P/Larsen, est une comète périodique du système solaire, découverte le 3 novembre 1997 par Jeffrey A. Larsen.